# Hugleik
|  | Dieser Artikel oder Abschnitt wurde wegen inhaltlicher Mängel auf der Qualitätssicherungsseite des Projekts Germanen eingetragen. Dies geschieht, um die Qualität der Artikel aus diesem Themengebiet auf ein akzeptables Niveau zu bringen. Bitte hilf mit, die Mängel dieses Artikels zu beseitigen, und beteilige dich an der Diskussion! |

Hugleik (auch Hygelac, Chlochilaicus, Chochilaicus, Ochilaik) lautet der Name eines schwedischen Sagenkönigs. Nachdem sein Vater Alf und sein Onkel Yngve sich selbst gerichtet hatten, wurde er König. Die Nachkommen Yngves waren noch zu jung, um den Posten ihres Vaters einnehmen zu können.
Hugleik soll kein kriegerischer König gewesen, vielmehr führte er ein friedvolles Leben.
Nachdem von seinen Brüdern Hake und Hagbard, die beide Seekönige waren, ersterer gegen Hugleik zog, suchte dieser sich ein Heer zusammen. Unter den Kriegern Hugleiks befanden sich auch die Brüder Svipdag und Geigad. Die Armeen trafen bei Fyriswall aufeinander. Hugleik verlor die Schlacht, Hake richtete ihn und beide seiner Söhne. Fortan war Hake König der Schweden.